# Ярцев, Денис Николаевич
Денис Николаевич Ярцев (род. 18 сентября 1990, Челябинск) — российский дзюдоист, чемпион Летней Универсиады 2011 года, 4-кратный призёр чемпионатов мира (в команде и в личном первенстве). В апреле 2022 года ему присвоено звание Заслуженный мастер спорта России.

## Биография
Участник Олимпийских игр 2016 года в Рио-де-Жанейро. На Олимпиаде дошёл до четвертьфинала, где проиграл представителю Бельгии Дирку Ван Тихелту. Старший сержант полиции. Тренер ― В. Н. Мосейчук.
На предолимпийском чемпионате мира 2019 года, который проходил в Токио завоевал бронзовую медаль, победив в поединке за третье место соперника из Таджикистана Сомона Махмадбекова.
Работает главным тренером в созданном им Центре дзюдо.

## Семья
Брат Дмитрий также занимается дзюдо. Жена — Наталья.